# Unakita

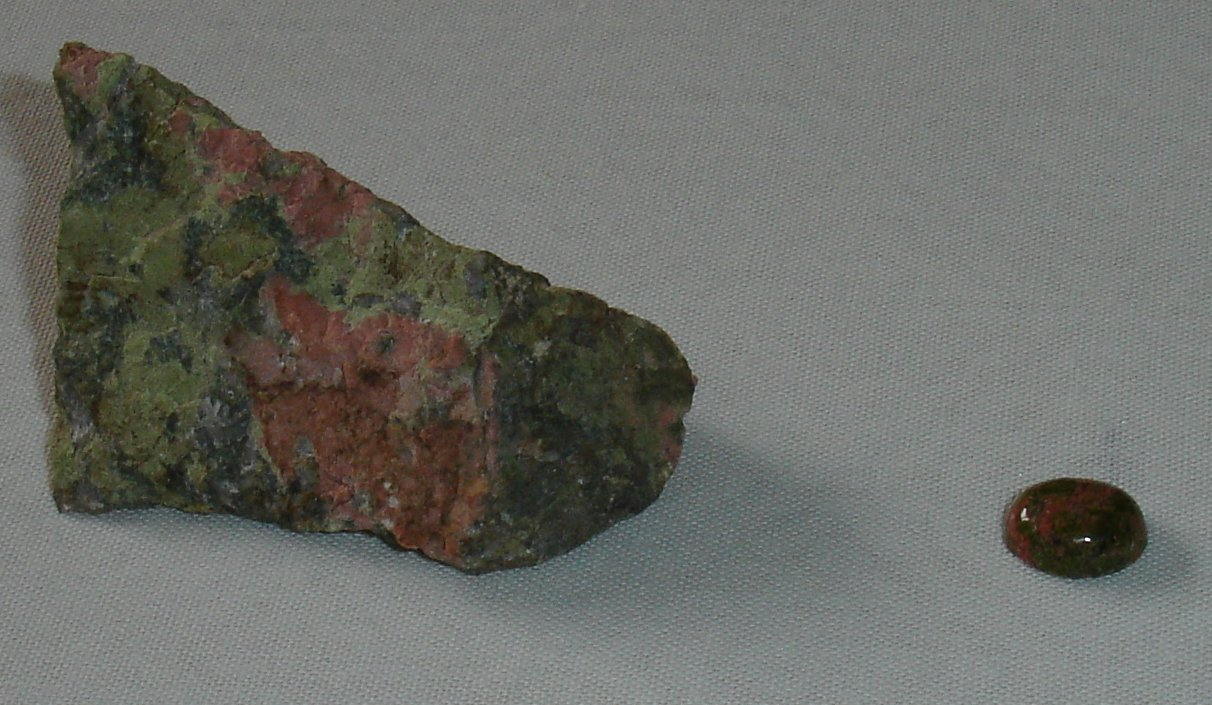
Especímenes de unakita - natural y cabujón (derecha)

La unakita es un granito alterado compuesto de ortoclasa rosa, epidota verde y cuarzo por lo general incoloro. Fue descubierta en la Cordillera Unaka (Carolina del Norte, USA), de la que toma su nombre. Se da en varios tonos de verde y rosa, y normalmente reviste una apariencia moteada. A la unakita se la considera una piedra semipreciosa cuando es de buena calidad; se puede pulimentar y se utiliza ordinariamente en artículos de joyería tales como cuentas, cabujones y otras piezas lapidarias en forma de huevos, esferas y tallas de animales. También se la llama granito epidotizado. En muestras procedentes de la Cordillera Azul se observa un gneis ocelado epidota con estructura foliada. 
La epidota verde que predomina en las rocas de unakita es el resultado de la alteración metasomática de plagioclasas. Sin embargo, las ortoclasas y los cristales de cuarzo se mantienen inalterados.
La unakita se halla en guijarros y cantos rodados de apilamiento glaciar en las rocas de playa a orillas del Lago Superior. También se da en Virginia donde se la encuentra en valles fluviales tras su deslave de las Montañas de la Cordillera Azul. La unakita no se limita a los Estados Unidos, sino que también se la cita en Sudáfrica, Sierra Leona, Brasil y China. A veces el material etiquetado como unakita carece de feldespato, en cuyo caso se trataría más propiamente de la epidosita, también empleada para hacer cuentas y cabujones.